# Los Plans (Serradell)
Los Plans és una plana de camps de conreu del terme municipal de Conca de Dalt, a l'antic terme de Toralla i Serradell, al Pallars Jussà, en territori que havia estat del poble de Serradell.
Es troba a ponent de Serradell, a la dreta del riu de Serradell i a l'esquerra del seu afluent, el barranc dels Plans. És a migdia de Barba-rossa, al nord-oest del Pla Mià, al sud-oest de Justinyà. Travessa los Plans la Pista del Bosc de Serradell. A l'extrem sud-oest de los Plans, en el coster que puja cap a Roca Palomera, que queda al sud-oest, hi ha la Font dels Plans.